# Solace
Solace es una ciudad imaginaria de Krynn, en el universo de ficción de Dragonlance, la cual fue creada por Margaret Weis y Tracy Hickman.

## Características
Por Solace pasan muchos personajes de Dragonlance, quienes a lo largo de la historia toman una gran importancia que reflejan en sus libros y crónicas.
Allí comienzan las Crónicas de la Dragonlance, en la posada El Último Hogar, donde el grupo formado por Tanis el Semielfo, Flint Fireforge, Sturm Brightblade, Tasslehoff Burrfoot, Caramon Majere y Raistlin Majere se reúnen después de cinco años de vagar por el mundo. Allí se ven obligados a acudir en ayuda de Goldmoon y Riverwind, portadores de la Vara de Cristal Azul, dando inicio al periplo que les llevará a erigirse como elemento fundamental en la guerra contra los Ejércitos de los Dragones.
Es una ciudad boscosa dominada por los wallenwoods, que son árboles enormes sobre cuyas ramas los habitantes de la ciudad han construido sus casas, mostrando una total armonía con el bosque y la naturaleza. 
Será destruida por los dragones antes de finalizar la Guerra de la Lanza. En su reconstrucción y en el periodo posterior jugará un papel muy importante Caramon.
- Datos: Q6131367